# Distrikty v Anglii
Anglické distrikty jsou v Anglii úrovní místní správy. Jejich struktura není jednotná a existují čtyři typy – distrikty, města, královské distrikty a sui generis. Tato různorodost ale nemá vliv na jejich status.

## Historie
První správní distrikty vznikly roku 1894 kdy byly vytvořeny městské a venkovské distrikty jako podřízené celky administrativních hrabství (vytvořených roku 1889). Dalších 28 metropolitních distriktů vzniklo roku 1899 jako části hrabství Londýn.
Změna původní struktury začala roku 1965 kdy vznikl správní celek Velký Londýn, který byl rozdělen na 32 městských obvodů. Tyto obvody jsou nejstaršími stále činnými distrikty.
Roku 1974 byly vytvořeny v ostatních částech Anglie mimo Londýn metropolitní a nemetropolitní hrabství a ty byly rozděleny na metropolitní a nemetropolitní distrikty.
V 90. letech 20. století vznikl další typ distriktů, označovaný novým anglickým termínem unitary authority, které kombinují funkce hrabství a distriktů.

## Typy distriktů
V současnosti existuje 36 metropolitních distriktů, 32 londýnských městských obvodů a 284 nemetropolitních distriktů (pokud do nich zahrneme i Isle of Wight). Isles of Scilly a londýnská City jsou označovány jako siu generis.

### Metropolitní distrikty
Metropolitní distrikty jsou částmi metropolitních hrabství. Jsou svým charakterem podobné statutárním městům, protože rady metropolitních hrabství byly zrušeny roku 1986. Větší část agendy, kterou zajišťovaly rady hrabství, byly předány distriktům, ale některé z nich jsou dále zajišťovány společnými výbory a organizacemi v hranicích hrabství. Počet obyvatel distriktů je typicky mezi 174 000 až 1,1 milionu.

### Nemetropolitní distrikty
Nemetropolitní distrikty (někdy označované i shire districts) tvoří druhou úroveň samosprávy a s radou hrabství se dělí o pravomoci v rámci svého území. Počet obyvatel distriktů je mezi 25 000 až 200 000.
Tam, kde je uplatněn tento dvouúrovňový model, patří do pravomocí rad hrabství správa některých místních agend například vzdělání, sociální služby a doprava, zatímco rady distriktů zajišťují například hospodaření s odpadem, místní plánování a bytovou výstavbu.
Jejich počet se v průběhu doby měnil. Z původních 296, po sloučení některých z nich v roce 1996, existuje v současnosti 284.

### Unitary authority
Správní celky označované neoficiálně jako unitary authority vykonávají jak správní funkce distriktů, tak i nemetropolitních hrabství.
Většinou zahrnují oblast velkých měst a tak je tento jednoúrovňový systém považován za efektivnější. V některých malých hrabstvích (například Rutland nebo Herefordshire) je rada hrabství jediným stupněm samosprávy, protože jejich součástí je jen jeden distrikt. Výjimkou je Berkshire, které je nemetropolitním hrabstvím bez rady hrabství skládající se s několika samostatných správních celků.

### Londýnské městské obvody
Londýnské městské obvody jsou částmi správního celku Velkého Londýna. Byly vytvořeny roku 1965. V letech 1965 až 1986 byly součásti dvoustupňové samosprávní struktury a agendy samosprávy byly rozděleny mezi rady obvodů a Greater London Council. Když byl tento orgán samosprávy roku 1986 zrušen staly se rady obvodů fakticky jediným vykonavatelem samosprávy (podobně jako statutární města).
Roku 2000 Byl vytvořen správní orgán v rámci celého území Velkého Londýna Greater London Authority a byla tak obnovena dvoustupňová správní struktura a městské obvody mají podobnou pozici jako distrikty.